# Notholoba edelmira
Notholoba edelmira är en fjärilsart som beskrevs av Butler 1893. Notholoba edelmira ingår i släktet Notholoba och familjen mätare. Inga underarter finns listade i Catalogue of Life.